# Batalla del Puerto de Cartago
La batalla del Puerto de Cartago fue una batalla naval entre cartagineses y romanos de la tercera guerra púnica librada en el año 147 a. C..
En el año 147 a. C. durante el asedio de Cartago, la armada romana al mando de Lucio Hostilio Mancino mantenía una estrecha vigilancia de la ciudad desde el mar. Las fuerzas romanas fueron reforzadas por las de Escipión Emiliano. Los cartagineses encontraron una vía de salida al mar que no estaba bien bloqueada y comenzaron a trabajar arduamente en la construcción de trirremes. Después de crear un nuevo punto de salida, fueron botados al agua cincuenta trirremes y un pequeño número de barcos de otra clase. Después de tres días, los cartagineses atacaron la flota romana. En la fase inicial de la batalla, los cartagineses repelieron con éxito los ataques de la flota romana, causando grandes pérdidas en ella. Al atardecer, los cartagineses decidieron regresar al puerto. Durante esta operación, los barcos más pequeños de los cartagineses bloquearon la estrecha entrada al puerto, haciendo que las naves romanas se acercaran mucho a aguas poco profundas. Parte de los barcos pequeños cartagineses fueron hundidos, sin embargo, durante la noche la mayor parte fue recibida en el puerto. A pesar de la victoria de la debilitada flota cartaginesa, no fue suficiente para romper el bloqueo.